# لی چونشیو
لی چونشیو (انگلیسی: Li Chunxiu؛ زادهٔ ۱۳ اوت ۱۹۶۹) ورزشکار دو و میدانی اهل چین است.